# Gmina Ułęż
Die Gmina Ułęż ist eine Landgemeinde im Powiat Rycki der Woiwodschaft Lublin in Polen.

## Gliederung
Zur Landgemeinde Ułęż gehören folgende 13 Ortschaften mit einem Schulzenamt:
Białki Dolne
Białki Górne
Drążgów
Korzeniów
Lendo Ruskie
Miłosze
Podlodówka
Sarny
Sobieszyn
Ułęż
Wąwolnica
Zosin
Żabianka
Weitere Orte der Gemeinde sind Brzozowa, Drewnik, Osmolice, Podlodów, Sarny und Stara Wólka.